# Selvatura Park
Selvatura Park is natuurpark bij Santa Elena in de regio van Monteverde in Costa Rica.

## Beschrijving
Selvatura Park ligt ten noorden van Santa Elena in een gebied met nevelwoud. Op een terrein van 343 hectare bevinden zich een wandelroute met hangbruggen, tokkelbaan, herpetarium, vlindertuin, kolibrietuin en restaurant. Het herpetarium is onder leiding van een gids te bezoeken en hier zijn onder meer groefkopadders, boa's, basilisken en diverse soorten kikkers te zien.